# Pavetta grossissima
Pavetta grossissima är en måreväxtart som beskrevs av S.D.Manning. Pavetta grossissima ingår i släktet Pavetta och familjen måreväxter. Inga underarter finns listade i Catalogue of Life.